# Maaouya Ould Sid'Ahmed Taya
Maaouya Ould Sid'Ahmed Taya (Arabisch: معاوية ولد سيد أحمد الطايع) (Atar, 1941) is een Mauritaans militair en politicus. Hij was van 1984 tot 2005 de President van Mauritanië.

## Biografie

### Jonge jaren
Ould Taya ging van 1949 tot 1955 naar een Frans-Arabische school. Daarna studeerde hij aan de Rosso High School in Zuid-Mauritanië. In 1960 ging hij naar een Franse militaire school, waar hij afstudeerde als officier.
In 1975 kreeg hij strategische training aan de Franse oorlogsacademie. In 1978 was Ould Taya betrokken bij de machtsgreep van het Mauritaanse leger tegenover president Moktar Ould Daddah. Hij verkreeg zo snel veel macht binnen de overheid.
Na verschillende posities te hebben gehad binnen het leger, werd Ould Taya in 1981 benoemd tot stafchef. In de nasleep van een mislukte staatsgreep tegen Mohamed Khouna Ould Haidalla, werd Ould Taya benoemd tot premier. Hij verving zo Sid'Ahmed Ould Bneijara. Hij behield deze positie tot 8 maart 1984. Toen nam Ould Haidalla het premierschap zelf over.

### Periode als president
Toen in 1984 Ould Haidalla tijdelijk in het buitenland was, pleegde Ould Taya een staatsgreep en benoemde zichzelf tot president.
Als president bevrijdde hij alle gevangenen, hief de ALHYAKEL (het executiecomité) op, en nam zich voor van Mauritanië een staat van orde en gezag te maken. In 1986 organiseerde hij de eerste verkiezingen in het 26-jarig bestaan van de natie. In 1991 voerde hij een meerpartijenstelsel in. In januari 1992 vonden de eerste presidentsverkiezingen van dit meerpartijenstelsel plaats. Ould Taya stelde zichzelf verkiesbaar namens de Democratic and Social Republican Party (PRDS). Hij verkreeg bijna 63% van de stemmen, hoewel er verhalen rond gingen dat er fraude in het spel zou zijn. Bij de herverkiezingen in 1997 won hij met 90% van de stemmen. Deze verkiezingen werden echter door een grote politieke tegenstander van Ould Taya’s partij geboycot.
De laatste jaren van Ould Taya’s regime werden gekenmerkt door onrust binnen het leger, en vijandigheid vanuit het rechtzinnige deel van de islamitische bevolking. Eind 1999 knoopte Mauritanië politieke banden aan met Israël en de Verenigde Staten.
In juni 2003 kon Ould Taya’s overheid een staatsgreep tegen zijn regime onderdrukken. De leider van de staatsgreep, Saleh Ould Hanenna, kon aanvankelijk ontsnappen, maar werd in 2004 alsnog gearresteerd en tot levenslang veroordeeld. Op 7 november 2003 won Ould Taya voor de derde keer op rij de verkiezingen, en wederom werd er gesuggereerd dat er sprake zou zijn van fraude. Ould Taya’s voornaamste tegenstander, voormalig president Ould Haidalla, werd namelijk zowel kort voor als kort na de verkiezingen gearresteerd op beschuldiging van het plannen van een staatsgreep. In augustus 2004 liet Ould Taya nog meer samenzweerders oppakken.

### Val
Toen Ould Taya in augustus 2005 in het buitenland was om de begrafenis van de Saoedische koning Fahd bin Abdoel Aziz al-Saoed bij te wonen, veroverden soldaten overheidsgebouwen en de staatsmedia. De groep, die zichzelf de Military Council for Justice and Democracy noemde, kondigde op 3 augustus een staatsgreep aan.
Ould Taya landde op zijn terugreis van Fahds begrafenis in Niamey, en nam daar zijn intrek in een villa. Op 18 augustus probeerde hij tevergeefs weer de macht te grijpen. Ould Taya werd enkele dagen na de staatsgreep uit zijn eigen partij gezet.
Internationale reacties op de staatsgreep waren aanvankelijk vijandig, maar al snel veranderde deze houding. In april 2006 kreeg Ould Taya te horen dat hij terug kon keren naar huis als een vrij man, maar dat hij werd uitgesloten van toekomstige verkiezingen.